# IHRA-definitie
De IHRA werkdefinitie van antisemitisme, kortweg de IHRA-definitie, is een definitie van antisemitisme die in 2016 is aangenomen door de International Holocaust Remembrance Alliance (IHRA). Met de definitie kan antisemitisme opgevolgd worden en gebruikt worden bij opleidingen en het opzetten van wetgeving en rechtspraak. De werkdefinitie is uitdrukkelijk gepresenteerd als wettelijk niet-bindend.
De definitie is aangenomen door de ruim 30 bij de IHRA aangesloten landen en ook door het Europees Parlement. De definitie is erg omstreden vanwege de vage en onnauwkeurige formulering en vooral ook vanwege de Israël-gerelateerde voorbeelden die bij de definitie zijn gevoegd. Zo zou deze kritiek verhinderen op de staat Israël en het door de Israëlische autoriteiten gevoerde beleid.

## Achtergrond
In de periode vanaf 2000 werd in Europa een flinke stijging geconstateerd van het aantal gemelde aan antisemitisme toegeschreven voorvallen. Opvallend was dat er een verband leek te bestaan met het oplaaiende geweld in de door Israël bezette Palestijnse gebieden tijdens de Tweede Intifada (al-Aqsa Intifada), dat volgde op het mislukken van het Oslo-vredesproces. Zo'n verband werd later ook gevonden bij de grote militaire aanvallen van Israël op Gaza. Na Operation Cast Lead sprak de ADL in 2009 van een globale pandemie van antisemitisme. Terwijl de Tweede Intifada in volle gang was vonden op 11 september 2001 de aanslagen in de VS (Nine-eleven) plaats. Deze werden gezien als oorzaak van een opleving van discriminatie van moslims, maar ook van antisemitisme.

## Roep om een definitie
In mei 2002 publiceerde het European Monitoring Centre on Racism and Xenophobia (EUMC) een rapport over stijgende islamofobie in de EU sinds Nine-eleven, waaruit bleek dat islamitische en andere etnische groepen, zoals asielzoekers, sinds 11 september veelvuldig doelwit van vijandigheid waren geworden. Slechts twee van vijf rapporten werden gepubliceerd.
Op 5 december 2002 vond een rondetafelbijeenkomst plaats over antisemitisme, waar ook uitgebreid de kwestie over definiëring aan de orde kwam, waarover grote verdeeldheid bleek te bestaan. In februari 2003 verscheen een soortgelijk rapport over antisemitisme in de EU als het eerdere over islamofobie, namens het EUMC geschreven door het 'Center for Research on Anti-Semitism' in Berlijn. In dit overzicht van landelijke rapportages ('Synthesis Report') adviseerden de auteurs vanwege de controversiële kwestie van 'kritiek op Israël' om in het vervolg een neutrale definitie van Helen Fein te gebruiken. Met deze definitie wilde men het gemakkelijker maken om een onderscheid te maken tussen kritiek op Israël en antisemitisme, waarvan sprake is zodra Joden als collectieve groep worden aangesproken. Het rapport bleek ook al deels te zijn besproken tijdens de Ronde tafel in 2002, waaraan beide auteurs hadden deelgenomen.
'Jodenhaat is een hardnekkige sluimerende structurele vijandige overtuiging jegens Joden als collectief, die tot uiting komt in individuele denkbeelden, en in cultuur als mythe, ideologie, folklore en beeldspraak, en in daden - sociale of wettelijke discriminatie, politieke mobilisatie tegen Joden, en collectief of staatsgeweld - die leiden tot en/of bedoeld zijn om Joden als Joden te distantiëren, te verdringen of te vernietigen— Definitie van Jodenhaat volgens Helen Fein
Het rapport werd echter niet gepubliceerd. Joodse vertegenwoordigers beschuldigden het EUMC ervan het te censureren omdat hierin speciaal moslims en pro-Palestijnse groepen voor anti-joods geweld verantwoordelijk worden gemaakt. De EUMC zou volgens hen bang zijn geweest voor boze reacties uit de moslimwereld. Joodse organisaties noemden de bestuurders daarop zelf antisemitisch. De Israëlische premier Ariel Sharon noemde de EU inherent antisemitisch.
Het EUMC verdedigde het niet publiceren op grond van magere kwaliteit en gebrek aan empirisch bewijs. Het vond de door het
Berlijnse onderzoekscentrum gebruikte methodes gebrekkig en de bevindingen partijdig, omdat vijandigheden jegens Israël er ten onrechte in waren opgenomen als zijnde antisemitisch. Ook de nadruk op islamitische en pro-Palestijnse daders werd als reden opgegeven. Ook werd de bestempeling van linkse en anti-globalistische groepen als antisemitisch door het EUMC bekritiseerd. In een persbericht verklaarde het  EUMC, dat deze niet het recht heeft gehele gemeenschappen te stigmatiseren op basis van racistische handelingen van individuen.
Het 'European Jewish Congress' (EJC) en het Europees parlementslid Daniel Cohn-Bendit lekten het rapport gelijktijdig naar de pers. Gedreigd werd de Europese financiering van het EUMC stop te zetten. Het EUMC publiceerde in maart 2004 een nieuw rapport over een langere periode. Hierin werd verklaard dat het oorspronkelijke rapport onder andere niet gepubliceerd was omdat het een te korte periode besloeg en vanwege de niet representatieve (hoge) cijfers over april 2002 (met de massale aanval op Jenin en de Israëlische bezetting van Palestijnse steden) en daardoor te veel afweek van de daaropvolgende maanden. De rapportages uit het oorspronkelijke rapport werden verwerkt in het 2004-rapport. In dit eerste rapport over "manifestaties van antisemitisme" werden verschillende definities afgewogen, zonder daarbij een keuze te maken en werd het begrip 'nieuw antisemitisme' geïntroduceerd.

## Totstandkoming

### EUMC werkdefinitie (2005)
In 2004 en 2005 discussieerde EUMC met de OSCE en joodse organisaties over een algemene definitie van antisemitisme, om een uniforme rapportage van voorvallen en de bestrijding ervan in de verschillende landen mogelijk te maken. Een coalitie van joodse organisaties onder aanvoering van het American Jewish Committee (AJC) ontwierp een 'niet-wettelijk-bindende werkdefinitie van antisemitisme'. Het team dat de tekst opstelde werd geleid door Kenneth S. Stern en Andrew Baker van het AJC. Deze eerste versie bevat reeds de voorbeelden van antisemitisme die in de latere  IHRA-definitie zijn opgenomen. Stern overwoog bovendien de vergelijking van Israëlische apartheid met de apartheid in Zuid-Afrika als voorbeeld van antisemitisme op te nemen. Op 28 januari 2005 werd de werkdefinitie door de European Monitoring Centre on Racism and Xenophobia (EUMC) aangenomen en op de website van EUMC gepubliceerd, "EUMC WD" genaamd, waarbij WD stond voor 'Working definition'.
Expert in internationaal recht François Dubuisson van Centre for International Law waarschuwde in juli 2005 al voor misbruik van de definitie om pro-Palestijnse organisaties of andere critici van de Israëlische regering de mond te snoeren. Hij concludeerde dat de definitie daarbij slechts wantrouwen zou wekken voor gemaskeerd latent antisemitisme met het gevolg dat het juist de strijd tegen deze vorm van racisme zou verzwakken.
De EUMC-werkdefinitie werd niet als officiële definitie van antisemitisme aangenomen, maar louter als referentie om te gebruiken bij het verzamelen van data, die na drie jaar zou worden geëvalueerd om de effectiviteit te beoordelen. Er bleek echter weinig animo te zijn om hem te gebruiken bij het monitoren van incidenten. De EU Agency for Fundamental Rights (FRA), die in 2009 het EUMC opvolgde, ontwikkelde de definitie niet verder omdat het daartoe niet bevoegd was. De pro-Palestijnse website The Electronic Intifada (EI) en Jamie Stern-Weiner maakten melding van veel gevallen waarin organisaties de werkdefinitie valselijk presenteerden als de officiële definitie van de EU, om vermeend antisemitisme te veroordelen.,par.8 e.v.
In oktober 2013 ontdekte EI dat de FRA de EUMC-definitie van haar website had verwijderd. De verwijdering kwam aan het licht door een klacht over een commentaar op de BBC-website dat op grond van de definitie antisemitisch zou zijn. In juli 2013 schreef haar klachtencommissie dat de definitie recentelijk was verwijderd, maar accepteerde deze wel als reden van de klacht. Toen een andere klager hier bezwaar tegen maakte, verklaarde de BBC dat de FRA had uitgelegd dat de definitie een "niet-officieel" discussiestuk was dat nimmer door de EU was aangenomen als werkdefinitie.
Nadat EI op haar website melding maakte van de verwijdering, schreef het Simon Wiesenthal Centre (SWC) een brief op poten aan EU-vertegenwoordiger Baroness Catherine Ashton of Upholland, met een protest tegen de verwijdering. SWC eiste een onderzoek naar de verwijdering, terugplaatsing op de website en goedkeuring van de hele tekst door EU-organen. Ook andere joodse organisaties in de VS en Europa en de Israëlische regering protesteerden en het SWC waarschuwde dat zonder zo'n definitie vijanden over de hele wereld zouden worden aangemoedigd om de Joodse staat te delegitimeren. De voorzitter van de Knesset oefende druk uit om de definitie internationaal te erkennen. Op een Wereldforum voor bestrijding van antisemitisme in mei 2015 werd aanbevolen om de definitie opnieuw te introduceren en er een wettelijke status aan te geven.
De "Working Group on Antisemitism" van het Europees Parlement publiceerde de definitie op de eigen website.

### IHRA-versie (2016)
De International Holocaust Remembrance Alliance (IHRA) werkte intussen aan de internationale erkenning van de definitie. Er werd haast achter gezet, omdat er geen tijd te verliezen zou zijn door de golf van antisemitisme die het voortbestaan van het joodse leven in Europa zou bedreigen. Voorafgaand aan de vergadering werd de ontwerptekst verspreid, die vrijwel identiek was aan de oude EUMC-versie. De opmaak was echter zodanig veranderd, dat het onderscheid tussen de basisdefinitie en de voorbeelden was weggevallen en deze nu één geheel vormden. Alles was nu in hetzelfde lettertype weergegeven. De voorbeelden over Israël, die in de oude versie apart waren vermeld, waren nu met de andere voorbeelden samengevoegd. In de definitieve versie die op  26 mei 2016 werd aangenomen werd de scheiding alsnog gehandhaafd door een kader rond de definitie in een afwijkend vet lettertype tussen aanhalingstekens.,par.19 e.v.
Hij is aangenomen onder de naam 'IHRA werkdefinitie van antisemitisme'door zo'n 30 landen die lid zijn van de IHRA, bestaande uit de meeste Europese landen, waaronder Nederland en België, evenals de VS en Israël. In Nederland werd de definitie in 2018 aangenomen door de Tweede Kamer naar aanleiding van een motie door Kees van der Staaij (SGP). In België nam de Senaat een resolutie aan, op basis van een initiatief van Jean-Jacques De Gucht (Open Vld).
Een joodse lobby, geleid door het European Jewish Congress (EJC) verzocht het Europees Parlement op 29 mei 2017 formeel de IHRA-definitie aan te nemen. Daarin werden tegenstanders beschuldigd van pogingen, om de strijd tegen antisemitisme te politiseren en te marginaliseren. Drie dagen later nam het Europees Parlement een resolutie aan, waarin de lidstaten en EU-instellingen en -agentschappen werden opgeroepen, om de IHRA-definitie toe te gaan passen.

## Tekst van de IHRA-definitie
Vertaald luidt deze werkdefinitie als volgt:

Antisemitisme is een bepaalde perceptie van Joden die tot uiting kan komen als een gevoel van haat jegens Joden. Retorische en fysieke uitingen van antisemitisme zijn gericht tegen Joodse of niet-Joodse personen en/of hun eigendom en tegen instellingen en religieuze voorzieningen van de Joodse gemeenschap.

Aansluitend bij de tekst worden 11 “hedendaagse voorbeelden van antisemitisme” beschreven, waarvan ruim de helft een relatie heeft met de staat Israël. Deze zijn 'louter ter illustratie':
- Oproepen tot of bijdragen aan het doden van of schade toebrengen aan Joden;
- Leugenachtige, ontmenselijkende, demoniserende of stereotiepe opmerkingen maken over Joden;
- Veralgemingen, waarbij daden door één enkel individu of groep worden veralgemeend naar alle Joden.
- Ontkenning van de Holocaust, en hiermee gerelateerd de Joden of de staat Israël beschuldigen de omvang hiervan te overdrijven;
- Twijfelen aan de loyauteit van Joodse burgers;
- Het Joodse volk het recht op zelfbeschikking ontzeggen;
- Met twee maten meten;
- Gebruik van klassieke antisemitische symbolen of beeldspraak;
- het huidige beleid van de staat Israël vergelijken met nazipraktijken
- De Joden collectief verantwoordelijk stellen voor de daden van de Staat Israël.

## Status van de definitie
Het wordt een 'niet-bindende werkdefinitie' of ook wel "non-legally binding working definition" genoemd, omdat hij is ontworpen als adviserend hulpmiddel om te bepalen of voorvallen in rapportages wel of niet als antisemitisch moeten worden geregistreerd. Deze rapportages dienen om bij te houden in hoeverre antisemitisme in de maatschappij voorkomt. De definitie is ook bedoeld voor training van wetshandhavers en voorlichters. De definitie is dus niet bedoeld om te worden gebruikt als algemene of wettelijke definitie.
Een uiting of handeling die overeenkomt met een van de voorbeelden betekent niet per se dat er sprake is van antisemitisme; dit is afhankelijk van de context. De strafbaarheid wordt in Nederland uitsluitend beoordeeld aan de hand van wet en jurisprudentie. De IHRA-definitie heeft daar bij justitie en openbaar ministerie geen invloed op. Het is alleen een interne werkdefinitie. De voorbeelden worden door de Nederlandse regering niet als integraal onderdeel van de IHRA-definitie beschouwd. Aangezien de werkdefinitie ook niet bedoeld is om in de wetgeving op te nemen, is onduidelijk wat het belang is van het officieel aannemen ervan door regeringen en parlementen.
De Joodse Reform-beweging in de VS verklaarde in januari 2021, dat zij voorstander was van het gebruik van de definitie als niet-bindend, maar tegen de implementatie in wetgeving, omdat dit kan leiden tot strafbaarstelling om de meningsvrijheid in te perken. De woordvoerder waarschuwde dat de Israël-voorbeelden niet moeten afleiden van de meer voorkomende uitingen van antisemitisme binnen nieuwe stromingen, met name die in politiek extreemrechts. De  mening van de Reform-beweging week af van die van andere grote joodse organisaties. In 2019 tekende president Donald Trump een order waarin de werkdefinitie werd aangenomen als referentie voor berechting van klagers op universiteiten over burgerrechten. Op diverse campussen werden door de overheid onderzoeken over burgerrechten geopend in verband met anti-Israël protesten.

## Omstreden definitie
De IHRA-definitie is zeer controversieel en heeft ook tot grote verdeeldheid geleid binnen de joodse gemeenschap. Voorstanders van de IHRA-definitie vinden dat het een goed hulpmiddel is om vast te stellen of voorvallen waarbij Joden zijn betrokken een antisemitische achtergrond hebben en dat hij nodig is om het aantal voorvallen bij te houden in de strijd tegen antisemitisme. De definitie zou als handleiding moeten dienen voor maatschappelijke monitors en autoriteiten die antisemitisme bestrijden.
De definitie wordt echter sterk bekritiseerd vanwege de vage en onnauwkeurige formulering, waardoor het feitelijk geen echte definitie is en je hiermee van alles als antisemitisch kunt bestempelen. Door de brede en open formulering van de definitie en de toevoeging van een aantal voorbeelden over Israël kan deze volgens critici, waaronder ook joden en joodse organisaties, gebruikt worden om legitieme kritiek op Israël te onderdrukken.
Voorstanders van de definitie vinden dat de boven de tekst van de voorbeelden geplaatste toevoeging over kritiek op Israël als gewone staat – die niet in de definitie zelf is opgenomen – voldoende is om de vrijheid van meningsuiting en vergadering te waarborgen. Tegenstanders zeggen dat de tekst – die tussen tegenovergestelde toevoegingen is weggemoffeld – niet duidelijk en onvoldoende is, zoals in de praktijk ook blijkt. Er wordt door Israël-aanhangers regelmatig misbruik van gemaakt. Bij de oorspronkelijke versie, in iets simpeler bewoording, stond de disclaimer nog apart en duidelijk, direct onder de voorbeelden vermeld.
Van alle voorbeelden vindt het joodse AJC die over Israël de nuttigste en meest controversiële. Vanwege de Israël-gerelateerde voorbeelden menen critici juist dat voorstanders van de definitie deze voornamelijk promoten om deze te kunnen gebruiken voor het criminaliseren van kritiek op Israël en zionisme en de BDS-beweging.
Door de lastig te interpreteren tekst en de verbinding met de Israëlische politiek is de definitie volgens tegenstanders ook onbruikbaar voor het identificeren van echte antisemitische voorvallen, omdat veel voorvallen ten onrechte als antisemitisch worden bestempeld. Daardoor is het eerder een obstakel bij de strijd tegen antisemitisme dan een hulpmiddel.
Ook in de Nederlandse politiek is er wegens de Israël-voorbeelden al jarenlang veel gedoe over de toepassing van de definitie. Terwijl de pro-Israël-lobby en de rechtse partijen er alles aan doen om deze officieel te laten toepassen, is de pro-Palestijnse lobby er fel tegen en voeren de linksere partijen GroenLinks en PvdA hierover een zwalkend beleid.
BDS Nederland heeft een uitgebreid artikel gepubliceerd met argumenten waarom de IHRA-definitie niet gebruikt zou moeten worden.

### Verwijzing naar antizionisme
Antizionisme wordt in de definitie niet specifiek genoemd, maar wordt door Israël-aanhangers in verband gebracht met het voorbeeld over 'het joodse recht op zelfbeschikking' en 'beweringen over racistische bedoelingen van Israël'. Net zoals door de Israëlische minister Abba Eban in 1973 wordt door de Israël-lobby antizionisme eenvoudig gelijk gesteld met ontkenning van het recht op een joodse staat en antisemitisme, ondergebracht in de term 'nieuw antisemitisme '. Volgens deze visie wordt alle Joden collectief dit recht ontzegd en is het daarom inherent antisemitisch. De redenering is, dat volgens het principe van zelfbeschikking voor naties, het 'Joodse volk' recht heeft op een eigen staat, zoals ieder ander volk. Maar het idee van het Joodse volk als natie is onder Joden sinds het begin van het zionisme omstreden geweest. Het zionisme veranderde het Joodse volk in de Joodse natie.
Ook de BDS-beweging wordt beschuldigd van 'nieuw antisemitisme', vanwege diens oproep tot erkenning van het recht op terugkeer van de tijdens de Nakba verdreven Palestijnen en omdat het volgens de definitie van de Israël-lobby Joden het recht op zelfbeschikking zou ontzeggen. De beweging zelf wijst zulke beschuldigingen van de hand en zegt tegen alle racisme, inclusief antisemitisme te zijn.
De stelling dat antizionisme antisemitisch is omdat het zelfbeschikkingsrecht wordt afgewezen berust volgens Brian Klug op een cirkelredenering. Dat is alleen waar wanneer je het uitgangspunt van het zionisme reeds geaccepteerd hebt. Een visie die daar tegenover staat is, dat individuele Joden reeds hun recht op zelfbeschikking zien vervuld in het land waarin zij wonen. Deze opvatting is strijdig met de Israël-voorbeelden in de IHRA-definitie.
Het argument dat afwijzing van een joodse staat antisemitisch is omdat hiermee een dubbele standaard wordt gehanteerd zou niet kloppen. Veel volkeren, zoals de Basken, de Tibetanen en de Schotten hebben ook geen eigen onafhankelijke staat. De Joden zijn daarin dus niet uniek. Integratie van etnische groepen in hun huidige land kan beter zijn dan de stichting van een staat voor een enkele etnische groep.
Orthodox-joodse bewegingen zoals Satmar zijn vanuit hun joodse geloof überhaupt tegen joodse zelfbeschikking middels een eigen staat en zijn dus ook antizionistisch. Zij maken daarom bezwaar tegen de IHRA-definitie, die dit impliciet als antisemitisch definieert. Volgens hun uitleg van het joodse geloof horen Joden in de diaspora te leven tot aan de komst van de Messias. Meer seculiere Joodse groepen als Jewish Voice for Peace wijzen een joodse staat met ongelijke rechten voor de Palestijnen niet zozeer af uit religieuze, maar uit anti-racistische overwegingen en steunen daarom de BDS-beweging.
Tegenstanders hebben vaak gepoogd het antizionisme in diskrediet te brengen door het 'nieuw antisemitisme' of versluierd antisemitisme te noemen en te beweren dat antizionisten antisemitisme verbergen achter het masker van antizionisme. Brian Klug wijst er echter op dat het concept van gemaskeerd antisemitisme is gebaseerd op een drogredenering:

Bij sommige antizionisten kan achter antizionisme antisemitisme zijn verborgen, maar dan is dat op zichzelf niet antisemitisch. Antizionisme kan immers niet tegelijkertijd antisemitisch zijn en een masker om zich daarachter te verschuilen. Als antizionisme zou worden gebruikt als een masker voor antisemitisme, betekent dat automatisch dat antizionisme niet antisemitisch is, want anders zou het geen masker zijn. Het masker zou dan zelf antisemitisch zijn en de antisemiet een wolf in wolfskleren. Zou er werkelijk verborgen antisemitisme zijn dan moeten we niet kijken naar het antizionisme, maar naar andere bewijzen volgens de klassieke criteria.
Brian Klug stelt daarop de volgende criteria voor evaluatie voor:
“Hiermee wordt niet beoogd te ontkennen, dat hedendaags antisemitisme de vorm aan kan nemen van vijandschap tegenover zionisme en Israël. Maar hoe herkennen we het verschil, of dit het geval is of niet? Vanuit het gebruik van de antisemitische figuur van ‘de Jood’ als lakmoesproef, kunnen we de volgende criteria afleiden. Telkens als een tekst of beeld (zoals een toespraak, artikel of spotprent) deze figuur projecteert (a) op Israël omwille van het feit, dat Israël een Joodse staat is, of (b) op het zionisme omwille van het feit, dat het zionisme een Joodse beweging is, of (c) op joden, individueel of collectief, omdat zij in verband worden gebracht met hetzij Israël of het zionisme, dan is dit antisemitisch.”

### Alternatieven
Tegemoetkomend aan de bezwaren tegen het gebruik van de IHRA-definitie als politiek instrument zijn verschillende alternatieve definities gepubliceerd: 
- Nexus Document in 2019, getiteld "Understanding Antisemitism at its Nexus with Israel and Zionism".[57] Het Nexus Project beoogt het "tegen gaan van het gebruik van beschuldigingen van antisemitisme als politiek instrument om kritiek op Israël te onderdrukken".[58]

- Verklaring van Jerusalem over Antisemitisme in 2021.